# Джованни II Криспо
Джованни II Криспо (итал. Giovanni II Crispo; ум. до 26 декабря 1433) — герцог Наксоса с 1418 года.
На генеалогических сайтах датой рождения указан 1388 год. Сын герцога Франческо Криспо (ум. 1397) и его жены Фьоренцы Санудо, дочери Марко Санудо — сеньора Милоса.
По завещанию отца получил острова Милос и Кимолос.
В 1418 году во время поездки в Италию умер его старший брат Джакомо Криспо — герцог Наксоса, после которого остались только дочери. Венецианцы предложили Джованни Криспо стать новым герцогом при условии признания себя их вассалом.
В 1425 году при посредничестве Венеции решил давний спор с Фьоренцей Соммарипа (ум. 1436), дочерью Марии Санудо, внучкой герцогини Наксоса Фьоренцы Санудо (ум. 1371): в компенсацию за остров Андрос она получала 1000 золотых монет единовременно и пожизненную ренту. Однако в 1431 году генуэзцы захватили Наксос и Андрос в отместку за венецианские нападения на Хиос.
В 1419 и 1430 годах Джованни Криспо был включен в мирный договор, который Венеция заключила с турецкими султанами Мехмедом I и Мурадом II.
В документе, датированном 26 декабря 1433 года, он упомянут как умерший.

## Семья
Жена — Франческа Морозини (ум. после 1455), регент Наксоса в 1437—1444 гг. Дети:
- Джакомо II Криспо (ум. 1447), герцог Наксоса;
- Адриана Криспо (ум. 1454 или позже), жена Доменико Соммарипа, сеньора Андроса. Должна была унаследовать герцогство Наксос после смерти племянника в 1453 году, но дядя, Гульельмо Криспо, отстранил её от наследства.
- Катерина Криспо (ум. до 1454).